# Capitolijnse godentrias

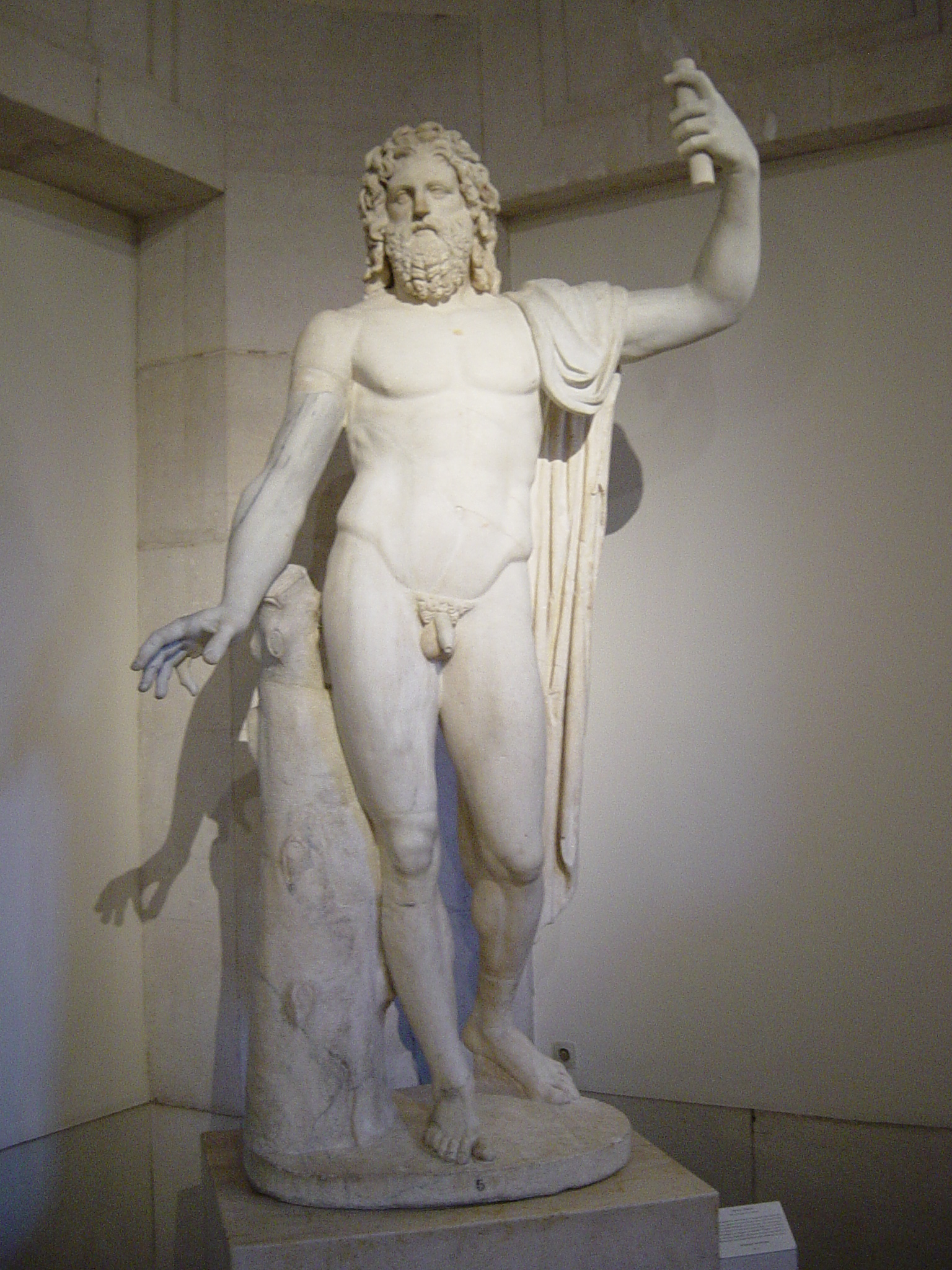
Jupiter, de Romeinse opper- en hemelgod, was de enige godheid die in zowel de Indo-Europese als de Capitolijnse godentrias voorkwam.

De Capitolijnse godentrias was een godentrias in de Romeinse godsdienst die werden vereerd in de belangrijkste tempel op het Capitool, de Tempel van Jupiter Optimus Maximus. Twee onderscheiden godentriades werden in de Romeinse geschiedenis op het Capitool vereerd, beide afkomstig uit oudere tradities dan die van de Romeinse Republiek, maar de jongste, die bestond uit Jupiter, Juno en Minerva en was gebaseerd op de Etruskische godentrias Tinia-Uni-Menrva, is diegene die men meestal aanduidt als "Capitolijnse godentrias". De oudste, meer traditionele Indo-Europese godentrias, ook wel bekend als de archaïsche godentrias, bestond uit Jupiter, Mars en Quirinus. Beide godentriades stonden centraal in de Romeinse eredienst gedurende hun respectievelijke succesperiodes.

## Archaïsche of Indo-Europese godentrias
De oorspronkelijk drie godheden aldus vereerd, nu vooral als archaïsche godentrias aangeduid, waren Jupiter, Mars en Quirinus. Jupiter was de opperste heerser van de hemel en god van de donder, Mars de god van de landbouw en hoeder van het gewas en later een oorlogsgod en Quirinus de raadselachtige god van het Romeinse populus ("volk").
Deze groepering is geïnterpreteerd geworden als een symbolische voorstelling van de Vroeg-Romeinse maatschappij, waarin Jupiter, die stond voor het ritueel en de augurale autoriteit van de flamen Dialis ("hogepriester van Jupiter", vroeger de rex ("koning") en de leidende priestercolleges, vertegenwoordigde de priesterkaste, Mars, met zijn oorlogs- en landbouwfunctie, vertegenwoordigde de macht van de koning en jonge edelmannen om voorspoed en overwinning aan te brengen door imitatieve magie met rituelen zoals de equus october en de Lupercalia, en Quirinus, wiens naam was afgeleid van co-viri ("samen-mannen") vertegenwoordigend het samengestelde militaire en economische kracht van het Romeinse volk.
Volgens Georges Dumézils omstreden trifunctionele hypothese, symboliseert deze opdeling in bevoegdheden onder de godheden van de godentrias de overkoepelende sociale klassen van "priester" (Jupiter), "strijder" (Mars) en "boer" of "burger" (Quirinus). Hoewel zowel Mars als Quirinus elk militaristische als landbouwaspecten hadden, die latere geleerden herhaaldelijk verleiden om de twee ondanks hun duidelijk onderscheid in de oude Romeinse geschriften met elkaar te vergelijken, stelde Dumézil dat Mars het Romeinse volk vertegenwoordigde in hun hoedanigheid als soldaten, terwijl Quirinus hen in hun hoedanigheid als burgers vertegenwoordigde. Hoewel zo'n onderscheid kan worden opgemaakt uit enkele passages in onze bronnen, zoals Gaius Julius Caesar die zijn soldaten minachtend quirites ("burgers") in plaats van milites ("soldaten") noemde, was het woord quirites in deze tijd al losgekoppeld van de god Quiritus en het is waarschijnlijk dat Quiritus oorspronkelijk zelfs een militaristischer aspect had dan Mars, maar dat doorheen de tijd Mars, gedeeltelijk door synthese met de Griekse god Ares, strijdlustiger werd, terwijl Quiritus huiselijker werd. Deze inconsistenties en complicaties oplossen is vooral moeilijk omwille van de dubbelzinnige en obscure aard van de cultus en eredienst van Quirinus; terwijl Mars en Jupiter de populairste van alle Romeinse goden bleven, was Quirinus een meer archaïsch en ondoorzichtige god en zijn belang nam af met de tijd.

## Latere "Capitolijnse godentrias"
De drie godheden naar wie het vaakst wordt verwezen als de "Capitolijnse godentrias" is een trias die de oorspronkelijke archaïsche godentrias zou verdringen. Deze trias, die de Etruskische godentrias weerspiegelde, bestond uit Jupiter (analoog aan Zeus), de koning van de goden, Juno (als Iuno Regina, "Koningin Juno", analoog aan Hera), zijn vrouw en zus, en Jupiters dochter bij de titanide Metis, Minerva (analoog aan Athene), de godin van wijsheid.
In tegenstelling tot de vroegere archaïsche godentrias, die een tamelijk typisch trio van opperste goddelijke wezens was, was dit trio van een mannelijke god en twee godinnen zeer ongewoon in de oude Indo-Europese godsdiensten. Het is daarom bijna zeker dat deze godentrias is afgeleid van de Etruskische godentrias Tinia, de oppergod, Uni, zijn vrouw, en Menrva, hun dochter en de godin van wijsheid.

### Capitolium
Jupiter, Juno en Minerva werden vereerd in de tempels, die bekendstaan als Capitolia, die werden gebouwd op heuvels en andere prominente plaatsen in verscheidene steden in Italië en de provinciae, in het bijzonder tijdens de Augusteïsche en de Julisch-Claudische periode. Meestal had de tempel een drievoudige cella. Het vroegste bekende voorbeeld van een Capitolium buiten Italië was in Emporion in Spanje.
Hoewel het woord  Capitolium (mv.  Capitolia) zou worden kunnen gebruikt om te verwijzen naar elke tempel toegewijd aan de Capitolijnse godentrias, verwees het vooral naar de tempel op de Capitolijnse heuvel in Rome bekende als de aedes Iovis Optimi Maximi Capitolini ("de tempel van de Best Geweldigste Capitolijnse Jupiter"). De tempel werd onder het bewind van Lucius Tarquinius Superbus, de laatste koning van Rome, gebouwd voor de stichting van de Romeinse Republiek. Hoewel de tempel werd gedeeld door Jupiter, Juno en Minerva, had elk god een afzonderlijk cella, met Iuno Regina aan de linkerkant, Minerva aan de rechter en Iuppiter Optimus Maximus in het midden. Het omvatte een podium en een tetrastyle (vierzuilige) pronaos (voorportaal).
Een ander schrijn (sacellum) dat was gewijd aan Jupiter, Iuno Regina en Minerva was het Capitolium Vetus op de Quirinaal. Het werd geacht ouder te zijn dan de bekender tempel van Iuppiter Optimus Maximus op de Capitolijnse heuvel en was nog steeds een mijlpaal in Martialis' tijd (late 1e eeuw).

## Voetnoten
1. ↑  G. Dumézil, Archaic Roman Religion, 2 dln., Chicago-Londen, 1970, pp. 280-310.
2. ↑  T.F.C. Blagg, The temple at Bath (Aquae Sulis) in the context of classical temples in the western European provinces, in Journal of Roman Archaeology 3 (1990), pp. 426-427.
3. ↑  D. Fishwick, Seneca and the Temple of Divus Claudius, in Britannia 22 (1987), pp. 137-141.
4. ↑  L. Richardson, A New Topographical Dictionary of Ancient Rome, Baltimore - Londen, 1992, p. 70.

## Referentie
- T.F.C. Blagg, The temple at Bath (Aquae Sulis) in the context of classical temples in the western European provinces, in Journal of Roman Archaeology 3 (1990), pp. 419–430.
- G. Dumézil, Archaic Roman Religion, 2 dln., Chicago-Londen, 1970. ISBN 0801854806
- D. Fishwick, Seneca and the Temple of Divus Claudius, in Britannia 22 (1987), pp. 137–141.
- L. Richardson, A New Topographical Dictionary of Ancient Rome, Baltimore - Londen, 1992. ISBN 0801843006